# Valeri Lobanovski
Valeri Vasílievich Lobanovski (en ucraniano: Валерій Васильович Лобановський; Kiev, 6 de enero de 1939-13 de mayo de 2002) fue un futbolista y entrenador de fútbol soviético. Es considerado uno de los teóricos y estrategas más prominentes del fútbol europeo en el siglo XX, por sus profundos conocimientos, su estricta disciplina, su enfoque científico y su énfasis en la preparación física y la nutrición. Con 33 títulos, es el segundo entrenador con más trofeos en la historia, solo por detrás de Alex Ferguson (48 títulos), y ostenta el récord de ser el técnico más laureado del siglo XX. Fue galardonado con el título de Maestro de Deportes de la Unión Soviética, distinguido como Entrenador de la URSS, y recibió la Orden de Rubí de la UEFA (2002) y la Orden del Mérito de la FIFA, el mayor honor otorgado por esta organización.
Como futbolista, Lobanovski se desempeñaba en la posición de delantero y es reconocido por su actuación en el Dinamo de Kiev y en las selecciones de Ucrania y de la Unión Soviética. Como entrenador, dirigió al Dinamo de Kiev en 1975 y bajo su dirección técnica el club se convirtió en el primer equipo soviético en ganar un trofeo europeo cuando derrotó al Ferencváros en la final de la Recopa de Europa.

## Carrera profesional

### Jugador
Valeri Lobanovski fue un graduado de la escuela juvenil de fútbol de Kiev n.º 1 y la Escuela de Fútbol de la Juventud (Kiev). Comenzó su carrera futbolística como lateral izquierdo en el Dinamo de Kiev, el equipo de su ciudad, con el que ganó la liga y la Copa de la Unión Soviética. Pasó siete años con el club antes de terminar su carrera con breves estancias en el Chornomorets Odessa y el Shakhtar Donetsk.
Lobanovski puso fin a su carrera deportiva a la edad de 29 después de haber anotado 71 goles en 253 partidos. También fue internacional en dos ocasiones con la Unión Soviética y jugó en dos Juegos Olímpicos. Lobanovski jugó su primer partido internacional el 4 de septiembre de 1960 como visitante contra Austria. Fue especialmente famosa su carrera como jugador por su legendaria habilidad para anotar goles desde el córner y su capacidad para curvar el balón y colocarlo donde quiera que quisiera. Su inmensa fama adquirida con esto lo llevó a ocupar el cargo de entrenador del Dinamo de Kiev.

### Entrenador
Un año después de retirarse como jugador, Valeri Lobanovski fue nombrado el encargado del FC Dnipro Dnipropetrovsk. Después de cuatro años relativamente tranquilos con el Dnipro, Lobanovsky se trasladó a su antiguo club, el Dinamo de Kiev, antes del inicio de la temporada 1974, dirigiendo al club capitalino 15 de los próximos 17 años (en 1983–1984 fue nombrado seleccionador de la Unión Soviética). Durante estos dos periodos en Kiev, Lobanovski logró romper la dominación rusa de fútbol soviético. Además, lideró a su equipo a sumar ocho ligas soviéticas, la copa en seis ocasiones, la Recopa de Europa de 1975 y 1986, y la Supercopa de Europa de 1975.

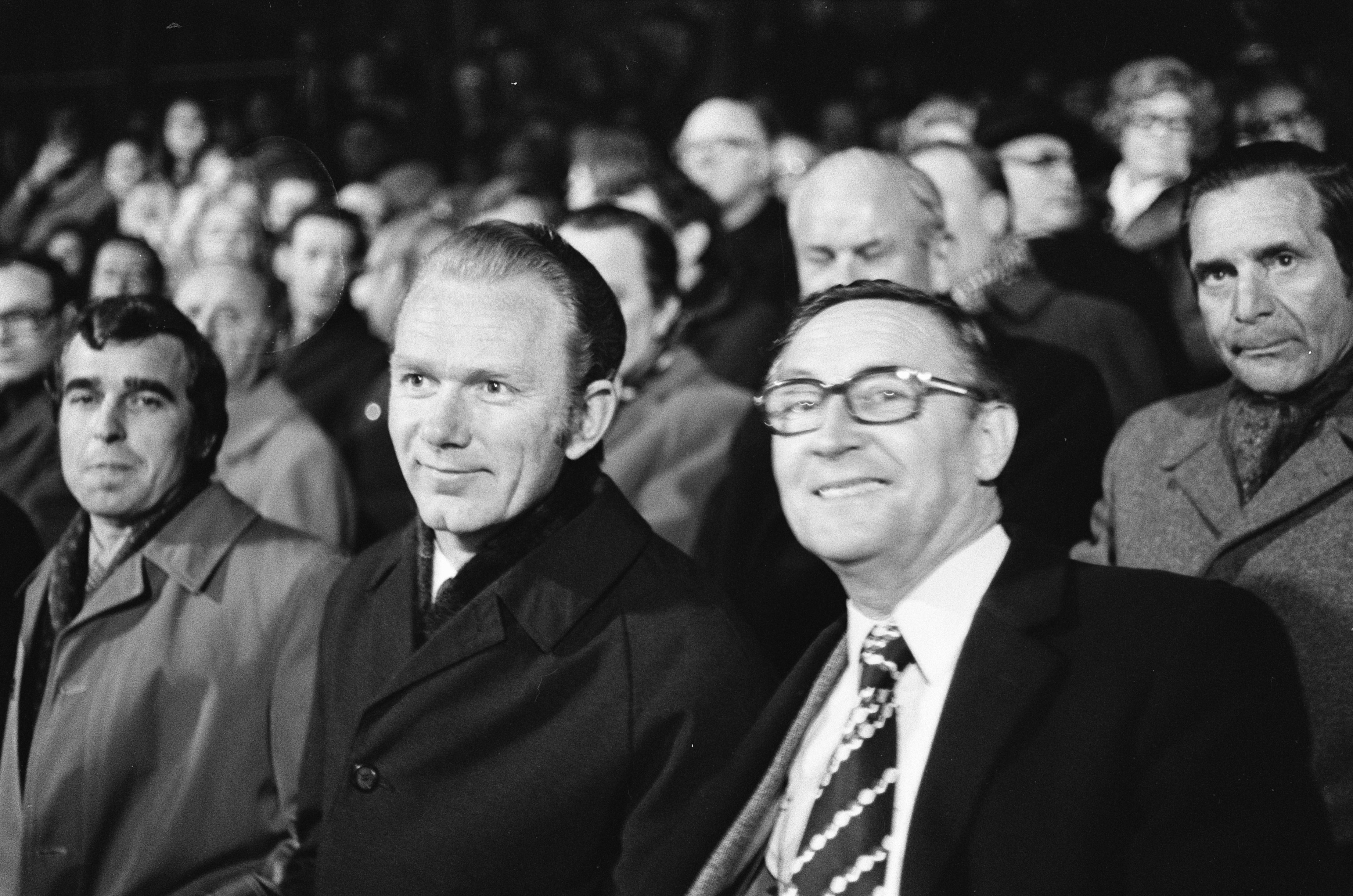
Lobanovski (izquierda) en Eindhoven en 1975 junto con el entrenador del PSV Ben van Gelde.

Lobanovski pasó tres períodos como seleccionador de la Unión Soviética durante este período. Llevó a la selección soviética a la medalla de bronce en los Juegos Olímpicos de 1976 durante su primera etapa. Sin embargo, fue en tercer y último período en el que disfrutó de los mayores logros. Lobanovski recibió la oferta de dirigir a la selección soviética en la víspera de la Copa del Mundo de 1986. El equipo, que consistía principalmente de sus propios jugadores del Dinamo de Kiev, terminó primero de su grupo, pero fue eliminado en la segunda ronda 4-3 por Bélgica en la prórroga. El equipo, sin embargo, lograr un éxito mucho mayor en la Eurocopa 1988. El equipo acabó otra vez primero de su grupo, superando a Holanda. Sin embargo, se reencontraron con los neerlandeses en la final y no pudieron repetir su victoria anterior.
A raíz de la perestroika muchos de los mejores jugadores de Lobanovski dejaron la Unión Soviética para jugar en Europa Occidental. Al entrar en la Copa del Mundo de 1990, no pudo llamar a sus propios jugadores del Dinamo para formar el núcleo de su selección como lo solía hacer antes. Su posterior falta de capacidad para controlar por completo el equipo provocó que terminase último de su grupo.
Después de la debacle de la Copa del Mundo, Lobanovski decidió dejar el Dinamo y aceptar la oferta lucrativa de la dirección del equipo nacional de fútbol de los Emiratos Árabes Unidos. Después de cuatro años relativamente mediocres fue despedido y se fue a pasar los próximos dos años entrenando a la selección nacional de fútbol de Kuwait, antes de ser nuevamente despedido.
En enero de 1997 regresó al Dinamo por tercera vez. El club en ese momento había caído algo desde sus logros anteriores. El club había sido expulsado de las competiciones europeas tras intentar sobornar a un árbitro de la UEFA, y el club tampoco atravesaba su mejor momento en la liga doméstica. Lobanovski, sin embargo, logró convertir el club rápidamente en un equipo ganador y cambió la dinámica y el entorno. Además de llevar al equipo a ganar cinco campeonatos de liga consecutivos, Lobanovski había logrado convertir al Dinamo en uno de los mejores equipos de Europa, llegando a las semifinales de la Liga de Campeones en 1999. Fue nombrado entrenador de la selección nacional de Ucrania en marzo de 2000, pero fue despedido después de que el equipo perdiese un desempate para llegar a la Copa del Mundo de 2002 contra Alemania.

## Fallecimiento
Lobanovski sufrió un accidente cerebrovascular el 7 de mayo de 2002, a poco tiempo para que el Dinamo de Kiev venciera al FC Metalurh Zaporizhzhya, el murió durante una cirugía de cerebro que se vio seguida de complicaciones luego del accidente.
Tras su muerte, Lobanovski fue premiado con el título Héroe de Ucrania, el honor más importante de la nación. El estadio del Dinamo de Kiev cambió de nombre al de Estadio Lobanovski en su honor.
Después de su muerte, el AC Milan ganó la Copa de Campeones en 2003 con Andriy Shevchenko en el equipo. Después de la victoria Shevchenko voló a Kiev para poner su medalla en el sepulcro de su entrenador.  Shevchenko volvería a homenajear a Lobanovsky en el año de 2004, cuando sería consagrado como mejor jugador del mundo en dicho año al ganar el prestigioso Balón de Oro, donde pondría nuevamente, junto a su estatua, el premio individual ya que era el primer jugador ucraniano (luego de la caída de la Unión Soviética) en ganarlo.

## Estadísticas
Jugador
| Club          | Temporada     | Liga | Liga  | Copa | Copa  | Total | Total |
| Club          | Temporada     | PJ   | Goles | PJ   | Goles | PJ    | Goles |
| ------------- | ------------- | ---- | ----- | ---- | ----- | ----- | ----- |
| Dynamo Kyiv   | 1959          | 10   | 4     | 0    | 0     | 10    | 4     |
| Dynamo Kyiv   | 1960          | 29   | 12    | 1    | 0     | 30    | 12    |
| Dynamo Kyiv   | 1961          | 28   | 10    | 1    | 0     | 29    | 10    |
| Dynamo Kyiv   | 1962          | 30   | 8     | 1    | 0     | 31    | 8     |
| Dynamo Kyiv   | 1963          | 38   | 8     | 0    | 0     | 38    | 8     |
| Dynamo Kyiv   | 1964          | 9    | 0     | 0    | 0     | 9     | 0     |
| Total         | Total         | 144  | 42    | 3    | 0     | 147   | 42    |
| Chornomorets  | 1965          | 28   | 10    | 0    | 0     | 28    | 10    |
| Chornomorets  | 1966          | 31   | 5     | 4    | 5     | 35    | 10    |
| Total         | Total         | 59   | 15    | 4    | 5     | 63    | 20    |
| Shakhtar      | 1967          | 32   | 9     | 2    | 1     | 34    | 10    |
| Shakhtar      | 1968          | 18   | 5     | 1    | 1     | 19    | 6     |
| Total         | Total         | 50   | 14    | 3    | 2     | 53    | 16    |
| Total carrera | Total carrera | 253  | 71    | 10   | 7     | 263   | 78    |

Entrenador
| Equipo                 | Desde | Hasta | Récord | Récord | Récord | Récord | Récord      |
| Equipo                 | Desde | Hasta | PJ     | PG     | PE     | PP     | % victorias |
| ---------------------- | ----- | ----- | ------ | ------ | ------ | ------ | ----------- |
| Dnipro Dnipropetrovsk  | 1969  | 1973  |        |        |        |        |             |
| Dynamo Kiev            | 1974  | 1990  |        |        |        |        |             |
| Unión Soviética        | 1975  | 1976  | 19     | 11     | 4      | 4      | 57.89       |
| Unión Soviética        | 1982  | 1983  | 10     | 6      | 3      | 1      | 60          |
| Unión Soviética        | 1986  | 1990  | 48     | 25     | 12     | 11     | 52.08       |
| Emiratos Árabes Unidos | 1990  | 1993  | 37     | 18     | 10     | 9      | 48.65       |
| Kuwait                 | 1994  | 1996  | 15     | 6      | 4      | 5      | 40          |
| Dynamo Kiev            | 1997  | 2002  | 138    | 110    | 20     | 8      | 79.71       |
| Ucrania                | 2000  | 2001  | 18     | 6      | 7      | 5      | 33.33       |

## Palmarés

### Jugador
| Título                     | Club           | País            | Año  |
| -------------------------- | -------------- | --------------- | ---- |
| Soviet Top Liga            | FC Dynamo Kiev | Unión Soviética | 1961 |
| Copa de la Unión Soviética | FC Dynamo Kiev | Unión Soviética | 1964 |

### Entrenador

#### Campeonatos nacionales
| Título                          | Club                  | País            | Año  |
| ------------------------------- | --------------------- | --------------- | ---- |
| Primera Liga Soviética          | Dnipro Dnipropetrovsk | Unión Soviética | 1971 |
| Soviet Top Liga                 | FC Dynamo Kiev        | Unión Soviética | 1974 |
| Copa de la Unión Soviética      | FC Dynamo Kiev        | Unión Soviética | 1974 |
| Soviet Top Liga                 | FC Dynamo Kiev        | Unión Soviética | 1975 |
| Soviet Top Liga                 | FC Dynamo Kiev        | Unión Soviética | 1977 |
| Copa de la Unión Soviética      | FC Dynamo Kiev        | Unión Soviética | 1978 |
| Soviet Top Liga                 | FC Dynamo Kiev        | Unión Soviética | 1980 |
| Supercopa de la Unión Soviética | FC Dynamo Kiev        | Unión Soviética | 1980 |
| Soviet Top Liga                 | FC Dynamo Kiev        | Unión Soviética | 1981 |
| Copa de la Unión Soviética      | FC Dynamo Kiev        | Unión Soviética | 1982 |
| Soviet Top Liga                 | FC Dynamo Kiev        | Unión Soviética | 1985 |
| Copa de la Unión Soviética      | FC Dynamo Kiev        | Unión Soviética | 1985 |
| Supercopa de la Unión Soviética | FC Dynamo Kiev        | Unión Soviética | 1985 |
| Soviet Top Liga                 | FC Dynamo Kiev        | Unión Soviética | 1986 |
| Supercopa de la Unión Soviética | FC Dynamo Kiev        | Unión Soviética | 1986 |
| Copa de la Unión Soviética      | FC Dynamo Kiev        | Unión Soviética | 1987 |
| Soviet Top Liga                 | FC Dynamo Kiev        | Unión Soviética | 1990 |
| Copa de la Unión Soviética      | FC Dynamo Kiev        | Unión Soviética | 1990 |
| Liga Premier de Ucrania         | FC Dynamo Kiev        | Ucrania         | 1997 |
| Liga Premier de Ucrania         | FC Dynamo Kiev        | Ucrania         | 1998 |
| Copa de Ucrania                 | FC Dynamo Kiev        | Ucrania         | 1998 |
| Liga Premier de Ucrania         | FC Dynamo Kiev        | Ucrania         | 1999 |
| Copa de Ucrania                 | FC Dynamo Kiev        | Ucrania         | 1999 |
| Liga Premier de Ucrania         | FC Dynamo Kiev        | Ucrania         | 2000 |
| Copa de Ucrania                 | FC Dynamo Kiev        | Ucrania         | 2000 |
| Liga Premier de Ucrania         | FC Dynamo Kiev        | Ucrania         | 2001 |

#### Campeonatos internacionales
| Título                     | Club            | Sede     | Año  |
| -------------------------- | --------------- | -------- | ---- |
| Recopa de Europa           | FC Dynamo Kiev  | Basilea  | 1975 |
| Supercopa de Europa        | FC Dynamo Kiev  | Kiev     | 1975 |
| Bronce en los JJOO         | Unión Soviética | Montreal | 1976 |
| Recopa de Europa           | FC Dynamo Kiev  | Lyon     | 1986 |
| Copa de Naciones del Golfo | Kuwait          | Mascate  | 1996 |
| Copa de la CIS             | FC Dynamo Kiev  | Moscú    | 1997 |
| Copa de la CIS             | FC Dynamo Kiev  | Moscú    | 1998 |
| Copa de la CIS             | FC Dynamo Kiev  | Moscú    | 2002 |

### Distinciones individuales
| Distinción                                               | Año  |
| -------------------------------------------------------- | ---- |
| Entrenador de la Temporada de la Liga Premier de Ucrania | 1997 |
| Entrenador de la Temporada de la Liga Premier de Ucrania | 1998 |
| Entrenador de la Temporada de la Liga Premier de Ucrania | 1999 |
| Entrenador de la Temporada de la Liga Premier de Ucrania | 2000 |
| Entrenador de la Temporada de la Liga Premier de Ucrania | 2002 |

#### Clasificaciones de los mejores entrenadores de todos los tiempos
| Premio          | Posición | Top 10 | Año  | Referencias          |
| --------------- | -------- | ------ | ---- | -------------------- |
| France Football | 6.º      | Sí     | 2019 | [ 12 ] [ 13 ]        |
| World Soccer    | 6.º      | Sí     | 2013 | [ 14 ] [ 15 ] [ 16 ] |
| ESPN            | 8.º      | Sí     | 2013 | [ 17 ] [ 18 ] [ 19 ] |